# MKSTS Polkowice
KGHM-ZANAM DWSPiT Polkowice – Polkowicki klub tenisa stołowego. Obejmuje on zawodników z grup seniorów, juniorów, kadetów, młodzików oraz grupę naborową. Zawodnicy uczestniczą w rozgrywkach Ekstraklasy Kobiet oraz II, IV i V Ligi Mężczyzn, a także w rozgrywkach indywidualnych.

## Historia klubu
Rozwój tenisa stołowego w Polkowicach rozpoczął się w roku 1985 kiedy to przy TKS „Górnik” została utworzona sekcja tenisa stołowego wraz z drużyną męską, której początkowo trzon stanowili jej założyciele: Sławomir Słowiński, Mieczysław Czyżowski (byli zawodnicy Zagłębia Lubin) oraz pozostali gracze; Grzegorz Słowiński, Andrzej Stępka, a później Jacek Nowak, Piotr Nowak, Jacek Bernagiewicz i Jacek Raczyński.
Ówczesnym prezesem  sekcji był Zdzisław Żukowski, a zespół trenował w SP nr 1 występując w rozgrywkach III ligi. W roku 1989 do pracy szkoleniowej dołączył Mieczysław Banach, a zajęcia treningowe zaczęto prowadzić w SP nr 3 już ze wsparciem nowego prezesa Włodzimierza Olszewskiego.
W roku 2000 nastąpiła reorganizacja sportu polkowickiego, efektem czego było utworzenie samodzielnego stowarzyszenia sportowego działającego obecnie pod nazwą Międzyszkolny Klub Sportowy Tenisa Stołowego Polkowice. Wówczas sprawami stowarzyszenia zajmowali się prezes Wojciech Maślanka, wiceprezes - Włodzimierz Olszewski, trener koordynator - Sławomir Słowiński i członkowie zarządu - Zdzisław Lopko oraz Jarosław Szydło.
Obecnie trzon zarządu stanowią: prezes dr Włodzimierz Olszewski, wiceprezes mgr Sławomir Słowiński. Działaniami organizacyjno-szkoleniowymi zajmuje się Sławomir Słowiński – trener I klasy przy pomocy Justyny Miklusz, Mieczysława Banacha i Jerzego Osickiego, a także rodziców zawodników. W klasyfikacji łącznej wszystkich kategorii wiekowych MKSTS Polkowice plasuje się od kilku sezonów w czołówce klubów dolnośląskich.

## Informacje ogólne

### Dane kontaktowe
- Pełna nazwa: KGHM-ZANAM DWSPiT Polkowice
- Siedziba: ul. Skalników 23/19, 59-100 Polkowice
- Miejsce rozgrywania spotkań: Szkoła Podstawowa nr 1 w Polkowicach
- WWW: http://kspolkowice.pl/tenis-stolowy/

### Zarząd klubu
- Prezes: Paweł Wechta
- Wiceprezes: mgr Sławomir Słowiński
- Członek zarządu: mgr Wojciech Maślanka
- Członek zarządu: Jerzy Osicki

## Sztab szkoleniowy
- Sławomir Słowiński - twórca Tenisa Stołowego w Polkowicach, trener 1 klasy, nauczyciel wychowania fizycznego w Liceum Ogólnokształcącym im. Narodów Zjednoczonej Europy w Polkowicach; społeczny członek zarządu Dolnośląskiego Okręgowego Związku Tenisa Stołowego we Wrocławiu; koordynator szkolenia dzieci i młodzieży oraz wiceprezes zarządu MKSTS Polkowice.
- Justyna Miklusz - mgr wychowania fizycznego, wychowanka klubu; przygodę z tenisem stołowym rozpoczęła w 1995 roku; występowała na parkietach Ekstraklasy; obecnie instruktor tenisa stołowego w MKSTS Polkowice oraz zawodniczka I ligi kobiet.
- Mieczysław Banach -  wolontariusz, opiekun sportowy dzieci i młodzieży
- Jerzy Osicki - wolontariusz, opiekun sportowy dzieci i młodzieży

## Kadra klubu
Ekstraklasa kobiet:
- Katarzyna Grzybowska - (ur. 30 kwietnia 1989 r.) – polska tenisistka stołowa, zawodniczka kadry narodowej seniorek. Występuje w klubie MKSTS Polkowice, wychowanka MKS Pogoń Siedlce. Absolwentka II LO im. Św. Królowej Jadwigi w Siedlcach. Brązowa medalistka MŚ Juniorów USA 07' w turnieju drużynowym (razem z Natalią Partyką i Natalią Bąk); Brązowa medalistka mistrzostw Europy w turnieju drużynowym – Bratysława 07’; Złota medalistka MP w deblu w parze z Natalią Partyką - Białystok 08'
- Agata Pastor - (ur. 31 marca 1986 r.) – polska tenisistka stołowa, zawodniczka kadry narodowej seniorek. Wielokrotna medalistka Mistrzostw Polski - srebrna medalistka Mistrzostw Polski w singlu i srebrna w deblu w parze z Anną Jantą-Lipińską - Sosnowiec 2010r
- Wang Meng Li - zawodniczka MKSTS Polkowice od sezonu 2010/2011. Wcześniej występowała w drużynach Shandong Luneng Club of China oraz Fenerbahce Stambuł (zdobyła Drużynowe Mistrzostwo Turcji w sezonie 2009/2010).

## Osiągnięcia Klubu
- 1991 - 93 trzykrotne zdobycie I miejsca w klasyfikacji klubowej ówczesnego woj. legnickiego.
- 1996 - Mistrzostwa Polski - Grzegorza Sorokopas –  dwa złote medale w kategorii kadetów.
- 1998 - Mistrzostwa Polski - Paweł Gacek – złoty medal w żakach.
- 1998 - Mistrzostwa Polski - Monika Lesińska - brązowy medal w młodziczkach.
- 1999 - Mistrzostwa Polski - Paulina Miś – srebrny medal w żakach.
- 2003 - Awans drużyny żeńskiej do I ligi kobiet.
- 2005 - Awans drużyny żeńskiej do ekstraklasy kobiet.
- 2006 - Trzecia pozycja wśród klubów dolnośląskich sklasyfikowanych w rankingu krajowym.
- 2007 - Mistrzostwa Polski - Paulina Nowacka złoty i srebrny medal w młodziczkach.
- 2008 - Awans I drużyny do ekstraklasy kobiet, II drużyny do I ligi kobiet, i zespołu mężczyzn do III ligi.
- 2014 - Puchar Polski